# رابین گیل
رابین گیل (انگلیسی: Robyn Gayle؛ زادهٔ ۳۱ اکتبر ۱۹۸۵) بازیکن فوتبال اهل کانادا است.
از باشگاه‌هایی که در آن بازی کرده‌است می‌توان به واشینگتن اسپیریت اشاره کرد.
وی همچنین در تیم‌های ملی فوتبال Canada women's national under-20 soccer team و زنان کانادا بازی کرده‌است.
وی در مسابقات کشوری و بین‌المللی در مجموع برندهٔ ۱ مدال طلا، ۱ مدال نقره، ۱ مدال برنز شده‌است.